# Thargelia ochrea
Thargelia ochrea là một loài bướm đêm trong họ Noctuidae.